# Buxton (Maine)
Buxton ist eine Town im York County im US-Bundesstaat Maine. Im Jahr 2020 lebten dort 8376 Einwohner in 3507 Haushalten auf einer Fläche von 106,79 km².

## Geographie
Nach dem United States Census Bureau hat Buxton eine Gesamtfläche von 106,79 km², von der 104,95 km² Land sind und 1,84 km² aus Gewässern bestehen.

### Geographische Lage
Buxton liegt im Osten des York Countys und grenzt an das Cumberland County. Der Saco River fließt entlang der westlichen Grenze der Town in südliche Richtung. Er mündet bei Biddeford in den Atlantischen Ozean. Im Norden grenzt der Bonny Eagle Pond an das Gebiet der Town. Das Gebiet ist eher eben, ohne größere Erhebungen.

### Nachbargemeinden
Alle Entfernungen sind als Luftlinien zwischen den offiziellen Koordinaten der Orte aus der Volkszählung 2010 angegeben.
- Norden: Standish, Cumberland County, 7,1 km
- Osten: Gorham, Cumberland County, 8,7 km
- Südosten: Saco, 15,4 km
- Südwesten: Dayton, 9,8 km
- Westen: Hollis, 6,1 km

### Stadtgliederung
In Buxton gibt es mehrere Siedlungsgebiete: Bar Mills, Buxton, Buxton Center, Chicopee, East Buxton, Emory Corner, Groveville, Haines Meadow, Kimbles Corner, Roberts Corner, Salmon Falls, South Buxton, Tory Hill und West Buxton.

### Klima
Die mittlere Durchschnittstemperatur in Buxton liegt zwischen −6,1 °C (21 °F) im Januar und 20,6 °C (69 °F) im Juli. Damit ist der Ort gegenüber dem langjährigen Mittel der USA um etwa 9 Grad kühler. Die Schneefälle zwischen Oktober und Mai liegen mit bis zu zweieinhalb Metern mehr als doppelt so hoch wie die mittlere Schneehöhe in den USA; die tägliche Sonnenscheindauer liegt am unteren Rand des Wertespektrums der USA.

## Geschichte
Der General Court erließ 1728 einen Land-grant zugunsten der Soldaten, die am King Philip’s War gegen die Narraganset teilgenommen hatten, sie sollten ihren Sold in Form von Land erhalten. Im Herbst 1733 wurde ein Ausschuss organisiert, der die Zuweisung von Townships organisieren sollte. Die Sieben Narragansett Grants wurden aufgeteilt und der erste, das Narragansett Township No. 1, welches das heutige Buxton umfasste, wurde Philemon Dame und 119 weiteren Eigentümern zugeteilt. Es blieb zunächst unbesiedelt, erste Siedler erreichten das Gebiet um 1750, doch erst am 14. Juli 1772 wurde es als Town mit dem Namen Buxton durch den Gouverneur Thomas Hutchinson organisiert. Benannt ist Buxton nach Buxton, Norfolk.
Entlang des Saco Rivers wurden Säge- und Getreidemühlen errichtet. Weiter Gewerbebetriebe wie Wollfabriken, Gerbereien, Schmieden, Geschäfte und eine Wollspinnerei folgten um das Jahr 1800. Die Eisenbahn erreichte Buxton in den Jahren 1850 bis 1860 und heute führt die Bahnstrecke Portland–Rochester durch Buxton.
Land wurde im Jahr 1824 an Standish abgegeben.

### Einwohnerentwicklung
| Volkszählungsergebnisse – Town of Buxton, Maine | Volkszählungsergebnisse – Town of Buxton, Maine | Volkszählungsergebnisse – Town of Buxton, Maine | Volkszählungsergebnisse – Town of Buxton, Maine | Volkszählungsergebnisse – Town of Buxton, Maine | Volkszählungsergebnisse – Town of Buxton, Maine | Volkszählungsergebnisse – Town of Buxton, Maine | Volkszählungsergebnisse – Town of Buxton, Maine | Volkszählungsergebnisse – Town of Buxton, Maine | Volkszählungsergebnisse – Town of Buxton, Maine | Volkszählungsergebnisse – Town of Buxton, Maine |
| Jahr                                            | 1700                                            | 1710                                            | 1720                                            | 1730                                            | 1740                                            | 1750                                            | 1760                                            | 1770                                            | 1780                                            | 1790                                            |
| ----------------------------------------------- | ----------------------------------------------- | ----------------------------------------------- | ----------------------------------------------- | ----------------------------------------------- | ----------------------------------------------- | ----------------------------------------------- | ----------------------------------------------- | ----------------------------------------------- | ----------------------------------------------- | ----------------------------------------------- |
| Einwohner                                       |                                                 |                                                 |                                                 |                                                 |                                                 |                                                 |                                                 |                                                 |                                                 | 1508                                            |
| Jahr                                            | 1800                                            | 1810                                            | 1820                                            | 1830                                            | 1840                                            | 1850                                            | 1860                                            | 1870                                            | 1880                                            | 1890                                            |
| Einwohner                                       | 1938                                            | 2324                                            | 2590                                            | 2855                                            | 2688                                            | 2995                                            | 2853                                            | 2546                                            | 2230                                            | 2036                                            |
| Jahr                                            | 1900                                            | 1910                                            | 1920                                            | 1930                                            | 1940                                            | 1950                                            | 1960                                            | 1970                                            | 1980                                            | 1990                                            |
| Einwohner                                       | 1838                                            | 1675                                            | 1560                                            | 1574                                            | 1708                                            | 2009                                            | 2339                                            | 3135                                            | 5775                                            | 6494                                            |
| Jahr                                            | 2000                                            | 2010                                            | 2020                                            | 2030                                            | 2040                                            | 2050                                            | 2060                                            | 2070                                            | 2080                                            | 2090                                            |
| Einwohner                                       | 7452                                            | 8034                                            | 8376                                            |                                                 |                                                 |                                                 |                                                 |                                                 |                                                 |                                                 |

## Kultur und Sehenswürdigkeiten

### Bauwerke
In Buxton wurden mehrere Bauwerke und ein District unter Denkmalschutz gestellt und ins National Register of Historic Places aufgenommen.
- Royal Brewster House, 1975 unter der Register-Nr. 75000116.[9]
- Elden's Store, 1983 unter der Register-Nr. 83000481.[10]
- First Congregational Church of Buxton, 1980 unter der Register-Nr. 80000259.[11]
- Buxton Powder House, 1976 unter der Register-Nr. 76000120.[12]
- Salmon Falls (East) Historic District , 1987 unter der Register-Nr. 87001859.[13]

## Wirtschaft und Infrastruktur

### Verkehr
Der U.S. Highway 202 verläuft in westöstlicher Richtung durch Buxton und verbindet es mit Gorham im Osten und Waterboro im Westen. Die Maine State Route 22 verläuft in nordsüdlicher Richtung und kreuzt dabei die Maine State Route 112.

### Öffentliche Einrichtungen
In Buxton gibt es keine medizinischen Einrichtungen. Die nächstgelegenen befinden sich in Gorham, Saco und Westbrook.
Buxton besitzt zwei Büchereien. Die Berry Memorial Library in der Main Street und die West Buxton Public Library in der  River Road.

### Bildung
Buxton gehört mit  Frye Island, Hollis, Limington und Standish zum Schulbezirk MSAD 6.
Im Distrikt werden folgende Schulen angeboten:
- Bonny Eagle High School in Standish
- Bonny Eagle Middle School in Buxton
- Buxton Center Elementary School in Buxton
- Edna Libby Elementary School in Standish
- George E Jack School in Standish
- H B Emery Junior Memorial School in Limington
- Hollis Elementary School in Hollis
- Steep Falls Elementary School in Standish

## Persönlichkeiten

### Söhne und Töchter der Stadt
- Esreff H. Banks (1821–1903), Geschäftsmann und Politiker
- Mark H. Dunnell (1823–1904), Politiker
- Alanson M. Kimball (1827–1913), Politiker
- Cyrus W. Davis (1856–1917), Anwalt, Politiker sowie Secretary of State von Maine